# Chorweiler (okręg administracyjny)
Chorweiler, Köln-Chorweiler – okręg administracyjny (niem. Stadtbezirk) w Kolonii, w Niemczech, w kraju związkowym Nadrenia Północna-Westfalia, na lewym brzegu Renu. 
W skład okręgu administracyjnego wchodzi dwanaście dzielnic (Stadtteil):
1. Blumenberg
2. Chorweiler
3. Esch/Auweiler
4. Fühlingen
5. Heimersdorf
6. Lindweiler
7. Merkenich
8. Pesch
9. Roggendorf/Thenhoven
10. Seeberg
11. Volkhoven/Weiler
12. Worringen